# Liphart (Adelsgeschlecht)

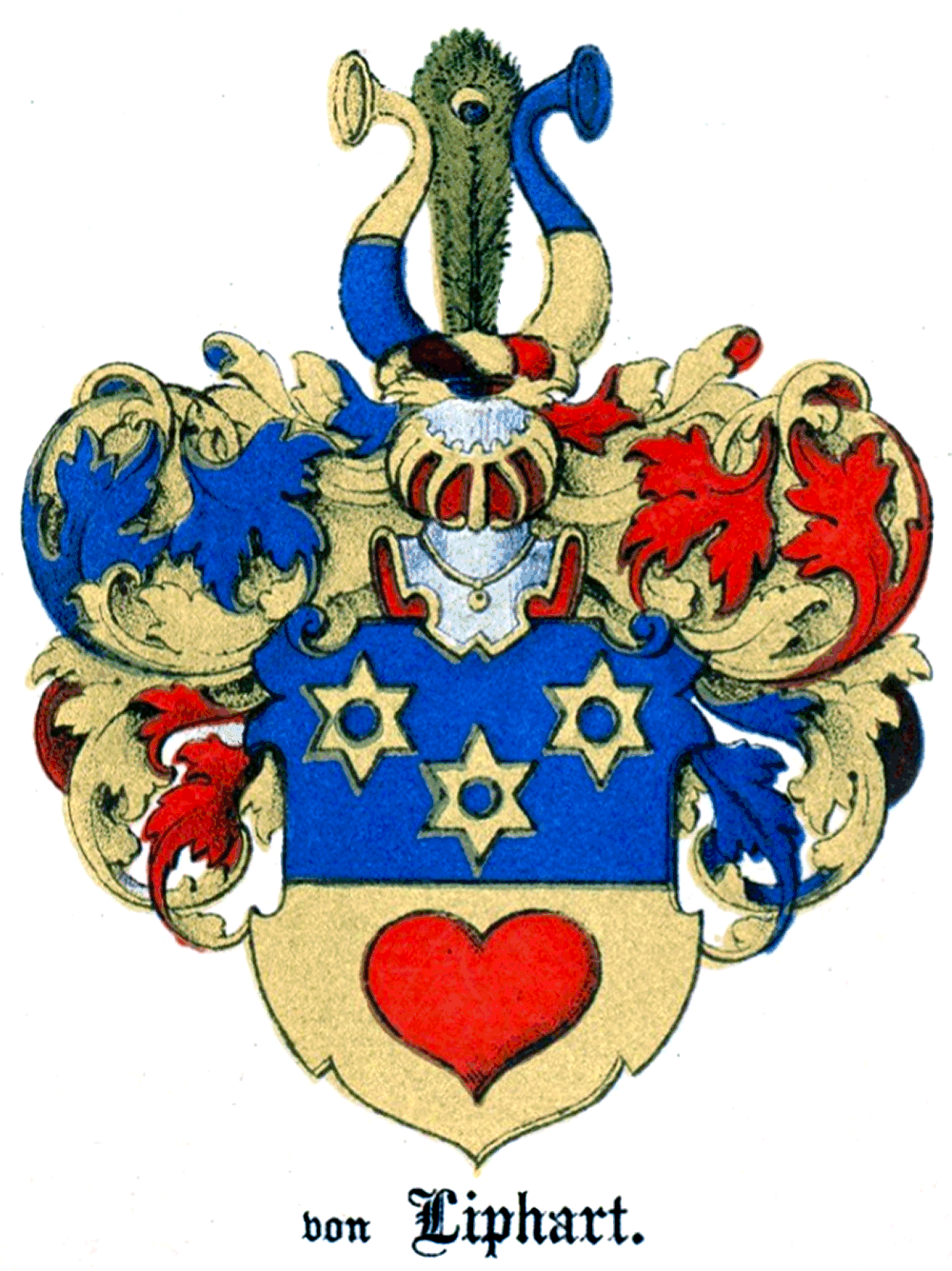
Wappen derer von Liphart

Liphart (auch Liphardt) ist der Name eines baltischen Adelsgeschlechts, das seit der Mitte des 17. Jahrhunderts in Livland ansässig war. Einige Familienmitglieder unterschieden sich von Mitgliedern anderer baltischer Adelsfamilien dadurch, dass sie nicht ausschließlich die Offizierslaufbahnen ausübten, sondern als Kunstmäzenen einen hohen Ruf erlangten.

## Geschichte
Die Annahme, dass das Geschlecht der Lipharts aus Sachsen stamme, konnte nicht bestätigt werden. Ihr Ursprung wird vielmehr auf den Landrichter des Bistums Wenden Friedrich Liphart und den Söhnen seines verstorbenen Bruders des Gräflichen ThurnschenHofmeisters Johann Liphart zurückgeführt. Johann Liphart war im Jahre 1622 an der Universität Rostock als „Revaliensis“, also aus Reval kommend, immatrikuliert worden. Deren Revaler Ahnherr war Alexander Liphart (begraben 1656 in Reval), der 1600 in Reval den Bürgereid leistete. Dieses aus Reval stammende Geschlecht erhielt 1688 ein schwedisches Einbürgerungdiplom und gilt als Stammvater der baltischen Lipharts. Alexander Liphart war Sattlermeister, Ältester der Kanutigilde und Kaufmann und wird mehrmals bis 1656 in einigen Revaler Urkunden dokumentiert. Hervorgehoben wurde sein Bekanntheitsgrad durch einen Streit zwischen der Großen und Kleinen Gilde, der schließlich durch ein Machtwort des schwedischen Königs Gustav II. Adolphs beendet wurde. Auch die Herkunft Alexanders ist nicht eindeutig nachweisbar, der Revaler Bürgermeister Peter Müller war sein Schwager. Sein Sohn Balthasar († 1656) war Pastor zu Leal und St. Michaelis, seine weiteren Söhne waren Friedrich (1601–1699) und Johann († 1661). Johann Liphart († 1661/63) war nach seinem Studium 1630 Präzeptor der jungen Grafen Christian und Heinrich Thurn und Valsassina und seit 1635 Hofmeister bei deren Mutter der Gräfin Magdalena Thurn beschenkt. Er erhielt 1632 die Genehmigung das Gut Wölla (siehe unten „Besitzungen“) in der Grafschaft Pernau zu erwerben und erhielt 1647 die lebenslängliche Besitzbeurkundung. Königin Christina bestätigte den lebenslänglichen und erblichen Besitz. Seinem Sohn Johann Friedrich ging der Besitz verloren und sein Urenkel Karl Liphart erwarb in der Mitte des 18. Jahrhunderts größeren Grundbesitz, von dem er die Güter Ratshof und Schloss Neuhausen (siehe unten „Besitzungen“) zu Majoraten stiftete. Während der fünf Generationen andauernden Herrschaft haben die Majoratsherren von Ratshof einen großen Kunstverstand bewiesen und eine bedeutende Kunstsammlung für das Land geschaffen, sie waren Förderer und Unterstützer. Hierbei stachen der Landrat Reinhold Wilhelm von Liphart und dessen Sohn der Landmarschall Karl von Liphart besonders hervor. Der letzte Majoratsherr Reinhold von Liphart machte die Sammlungen durch den Erwerb von Werken neuer Meister berühmt. Karl Eduard von Liphart entwickelte sich zum Universalgelehrten und ersten Kunstsachverständige seiner Zeit, dessen Sohn wurde ein bekannter Porträtmaler und später Archivar aller kaiserlichen Museen. 1747 wurde die Familie als „von Liphart aus dem Hause Noetkenshof und Rojel“ in die Estländische Ritterschaft unter der Nummer 106 in die Adelsmatrikel eingetragen. Friedrich Liphart (1663–1735) erhielt durch seine Heirat das kleine Gut Duckern bei Wenden und war mit seinen beiden Söhnen Friedrich Wilhelm (1663–1735) und Franz Bernhard († 1710) der Stammvater des schwedischen Zweiges. Sie wurden 1776 unter der Registrierungsnummer 2032 in Schweden introduziert, der schwedische Zweig erlosch 1833, der livländische Zweig Duckern war bereits 1800 erloschen.

## Stammtafel
Alexander Liphart (begraben 1656 in Reval), Bürger in Reval und Ältester der Kanutigilde ⚭ Magdalena Kusen (begraben 1648 in Reval)
- Friedrich Liphart (1663–1735) schwedischer Oberst ⚭ 1. Elisabeth Freiin von Örneklou († 1717); 2. Sophia Anna Klingspor (1693–1721); 3. Helena von Engelhardt (1696–1789), Linie in Schweden 1833 ausgestorben
- Johann Liphart († zwischen 1661 und 1663), Herr auf Wölla, gräflicher Hofmeister, Landgerichtsassessor ⚭ Anna Kippe (begraben 1698 in Pernau)
  - Johann Friedrich Liphart (1655–1723), Herr auf Wölla, schwedischer Oberst, schwedische Nobilitierung 1688 ⚭ Maria von Tiesenhausen (1668–1724)
    - Friedrich Wilhelm von Liphart (Gründer I. Haus Ratshof)
    - Magnus Johann von Liphart (Gründer II. Haus Wölla)
- Balthasar Liphart († 1656), Pastor ⚭ Katharina Temm († 1667)
  - Johann Liphart (1667–1688), Kaufmann

### 1. Haus Ratshof
- Friedrich Wilhelm von Liphart (1688–1750), Herr auf Noetkenhof und Rojel (siehe unten „Besitzungen“), schwedischer Kapitän ⚭ Charlotte von Helmersen (1696–1767)
  - Gotthard Friedrich von Liphart (* 1716; † 1743 in Sankt Petersburg), Kammerjunker
  - Karl von Liphart (1719–1792), Herr auf Rojel, Ratshof und Schloss Neuhausen, russischer Rittmeister ⚭ Margaretha von Vietinghoff (1719–1772)
    - Reinhold Wilhelm von Liphart (1750–1829 in Ratshof) Majoratsherr auf Ratshof, Landrat, Präsident der Livländischen Ökonomischen Sozietät ⚭ Sophia Gräfin Stackelberg (1758–1826)
      - Otto Karl von Liphart (1776–1801), Herr auf Kabbal (siehe unten „Besitzungen“) ⚭ Johanna von Krüdener (1772–1844)
      - Karl Gotthard von Liphart (1778–1853) Majoratsherr auf Ratshof, Landmarschall ⚭ 1. Anna Freiin von Löwenwolde (1783–1831), 2. Adele Laurent
        - Reinhold Guido von Liphart (* 1801; † 1842 in Königsberg), Majoratsherr auf Schloss Neuhausen ⚭ Natalie von Knorring († 1855)
        - Karl Eduard von Liphart (* 1808; † 1891 in Florenz), Herr auf Torma, Toikfer in der Gemeinde Torma, Kono[5] und Rojel, Dr. med. ⚭ Katharina Gräfin Bylandt (* 1809)
          - Eduard Friedrich von Liphart (1819; † 1903 in Monte-Carlo)
          - Reinhold Karl von Liphart (* 1839 in Berlin; † 1870 in Leipzig), Herr auf Torma, Toikfer und Rondo, Dr. phil. ⚭ Helene David († 1894)
          - Karl Heinrich von Liphart (* 1841 in Dorpat; † 1893 in Bad Wörishofen) ⚭ Jenny Wall (1853–1932)
          - Ernst Friedrich von Liphart (* 1847 in Dorpat; † 1932 in Sankt Petersburg), Maler und Archivar aller Museen Russlands ⚭ Louise Jouanne (1854–1931)

        - Ernst von Liphart (* 1882), Dr. jur. Regierungsrat ⚭ Elisabeth Taxis von Bordogna und Valnigra (* 1902)

  - Hans Heinrich von Liphart (getauft 1736; begraben 1806), Kammerjunker ⚭ Louise von Ermes (1744–1793)
    - Karl Magnus von Liphart (* 1768 in Aya), russischer Oberst, Direktor des Marienkanals[6] ⚭ Dorothea Arps († 1824)
    - Otto Johann Friedrich von Liphart (1773–1860), Generalmajor in der Kaiserlich-russischen Armee ⚭ Wassa Petrowna (1794–1860)
      - Alexander von Liphart (1874), russischer Generalmajor ⚭ Maria Diwow (1805–1878)

### 2. Haus Wölla
- Magnus Johann von Liphart († 1733), Pfandbesitzer von Wölla ⚭ Margaretha von Stackelberg († 1766)
  - Fabian Reinhold von Liphart († 1795), Herr auf Kook[7] und Malla[8] (Estland), russischer Major ⚭ Dorothea von Essen
    - Reinhold Alexander von Liphart (getauft 1775), Kapitänleutnant zur See ⚭ Helene Freiin von Schwechheim (1785–1828)
      - Wilhelm Leo Karl von Liphart (* 1813), russischer Staatsrat ⚭ 1. Pauline Conradi, 2. Natalie Bolsoni
        - Oskar Alexander Friedrich Theodor von Liphart (* 1838) ⚭ Olympia
          - Wladimir (* 1872)
          - Nikolai (* 1876)

## Besitzungen
Neben dem traditionsreichen Gut Ratshof, gehörten ihnen teil- oder zeitweise folgende Güter:
- 1. Im lettischen Distrikt: Duckern, Noetkenshof, Graenhof und Laudohn.
- 2. Im estnischen Distrikt: Wölla, Kawast, Aya, Kabbal, Ollepäh, Waimastfer, Rippoka, Alt-Kusthof, Jensen, Woitfer, Saarjerw, Kaster, Meckshof, Heidohof, Sennen und Tammist. Seit 1725 Rojel, seit 1751 Ratshof, seit 1816 Toikfer und seit 1835 Torma, Padefest und Lillastfer und letztlich Ruhetal im Herzogtum Kurland und Semgallen.

### Wölla
Das Rittergut Wölla (estnisch: Vôlla) bei Pernau bestand bereits als Hof im Jahre 1569, es wurde dann 1638 in Hoff Wolle umbenannt und von Johann Lipharden (Liphart) neu gebaut. Seit 1919 war es eine Gemeinde und wurde 1939 der Gemeinde Audern zugeordnet.

### Rittergut Rojel
Das Gut Rojel oder Brackelshof war zu Zeiten der bischöflichen Regierung im Besitz des Stiftrates Johann Wrangel, der es an seinen Sohn Wollmar vererbte. Während der polnischen Regierung gehörte es 1627 Hans Meyer und bestand nur noch aus zwei Bauernhöfen. 1629 wurde dem Fabian Wrangel der rechtmäßige Besitz durch König Gustav Adolph bestätigt und somit ging es 1682 an Berent Wrangel, der es seiner Schwester Gertrude vererbte, die mit Wilhelm Baron Taube verheiratet war und ihn zum Erben einsetzte. 1724 wurde das Gut an die Stackelbergs verkauft, die es dann 1725 an Wilhelm von Liphart verkaufte. Es blieb dann in der Erbmasse der Familie Lippart.

### Schloss Neuhausen

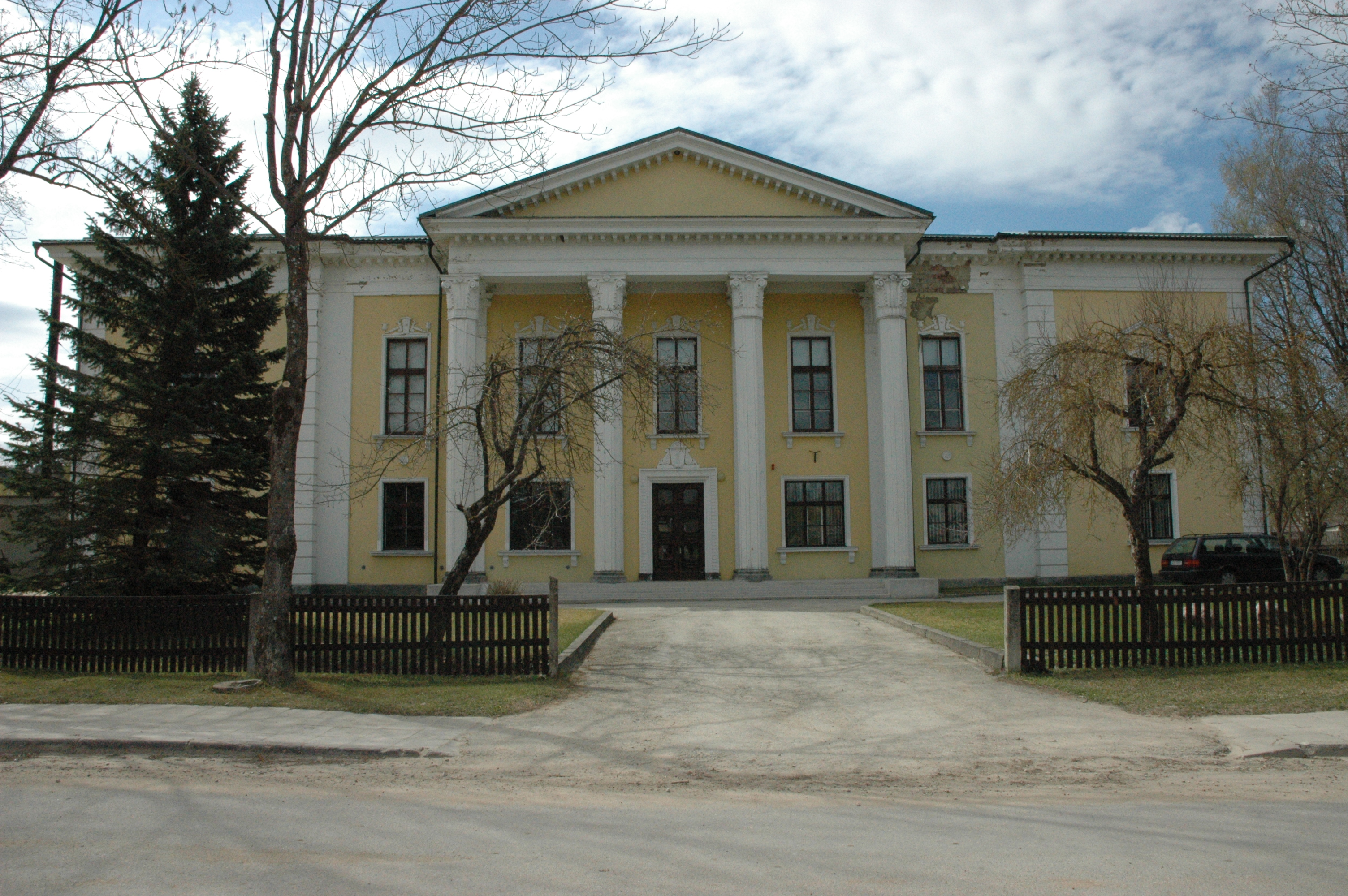
Schloss bzw. Herrenhaus Neuhausen (2011)

Das Schloss Neuhausen (estnisch: Vastseliina) wurde 1342 durch den Ordensmeister Burchard von Dreileben unter dem Namen „Frowenborch“ gegründet und erhielt in der Folgezeit die Bezeichnung „Novum castrum“. An der Grenze zu Russland gelegen, sollte sie eine Schutzburg für Dorpat sein. Neben der Burg entstanden nach und nach Ansiedlungen und die Burg wurde 1354 zu einem Wallfahrtsort. Das „Wunder von Neuhausen“ führt 1432 für die Besucher der Schlosskapelle zur Ablassberechtigung. 1379 war die Burg eine der stärksten Burgen des Landes, sie wurde 1558 von den Russen besetzt und 1702 im Nordischen Krieg zerstört. Der eigentliche Hof wurde 1561 dem Kloster Petschur verliehen und diente während der polnischen Zeit als Starostei Neuhausen. Zur Zeit der schwedischen Herrschaft war das Gut im Privatbesitz und wurde 1681 durch die Reduktion eingezogen. 1766 wurde Schloss Neuhausen, wie es jetzt hieß, an Karl von Liphart verkauft, der es zusammen mit dem Ratshof in eine Majoratsstiftung umwandelte. 1856 übernahm Gotthard von Liphart das Anwesen. Das Dorf Neuhausen umfasst heute das Schloss und die Burgruine.

### Kabbal

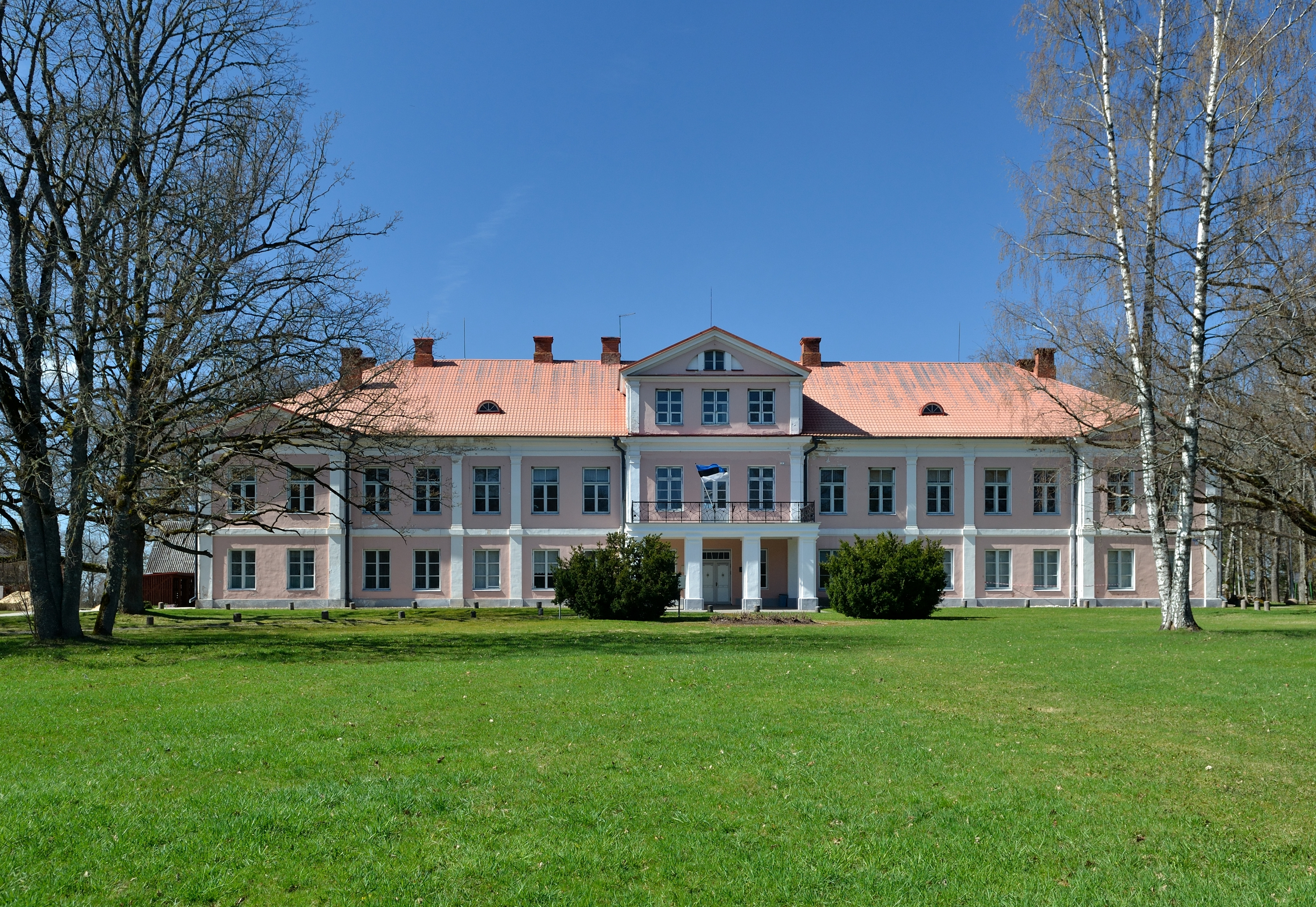
Herrenhaus auf Gut Kabbal (2012)

Das im 17. Jahrhundert gegründete Gut Kabbal (et:Kabala) bestand aus einem zweistöckigen Hauptgebäude und wurde um 1770 von der Familie von Uexküll errichtet. Danach gehörte es den Familien von Liphart und von Vietinghoff. Seit 1923 beherbergt das ehemalige Herrenhaus eine Schule. Das Dorf Kabla entstand 1583 und wurde 1624 in Kabballa umbenannt. Seit 1623 war es im Privatbesitz und entwickelte sich bis 1638 zum Gut und gehörte 1698 zu den reduzierten Gütern. 1759 schenkte es Kaiserin Elisabeth dem Major von Michelson. Weitere Besitzer waren 1919 Sophie von Taube eine geborene Vietinghoff.

## Wappen
Das geteilte Wappenschild ist oben blau mit drei goldenen Sporenrädern in der Anordnung 2:1 und unten auf goldenem Hintergrund ein rotes Herz. Die Helmzier wird von einer Pfauenfeder, die zwischen zwei von gold und blau übereck geteilten Büffelhörnern steht geziert. Die Helmdecke ist rechts gold-blau und links gold-rot.